# Zagorica nad Kamnikom
Zagorica nad Kamnikom este o localitate din comuna Kamnik, Slovenia, cu o populație de 155 de locuitori.